# ワット (宗教施設)
タイ、ラオスにおけるワット (タイ語: วัด) とはサンスクリットの vāṭa（囲い、外囲） を由来とする言葉で、寺院を意味する言葉である。通常「ワット・○○」という形で、固有名詞の上に冠して用い、それが寺院であることを示す、あるいは、「ワット」単独で寺院一般を意味する。
ワット自体は寺院を意味する一般的な言葉であるため、ワットを冠する施設が絶対にタイ・ラオス的な上座部仏教施設であるとも限らない。たとえば、バンコクにあるワット・シーマハーウマーテーウィー（タイ語: วัดพระศรีมหาอุมาเทวี）のようなヒンドゥー教寺院はワット・ケーク（インド人の寺）と呼ばれ、ヴィエンチャンにあるヒンドゥー寺院もワット・ケーク、ノーンカーイにあるヒンドゥー寺院もワット・ケークと呼ばれている。バンコクにあるカルワリオ教会（聖ロザリー教会（タイ語: โบสถ์กาลหว่าร์））はキリスト教会であるにもかかわらずタイ語ではワット・カーンワー（カルワリオ寺院）とワットを冠して呼ばれている。また、バンコクにある中国・チベット寺院、ワット・ポーメーンクンナーラーム（タイ語: วัดโพธิ์แมนคุณาราม）もワットを冠して呼ばれている。
一方、モスクは、マッサイット (マスジドの訛り、タイ語: มัสยิด) 、スラオ (タイ語: สุเหร่า) などと呼ばれ、通常、ワットを冠さない。
なお以下では混乱を避けるため、仏教寺院のみについて記述する。

## 概要
タイではワットは法人格を有している。住職が1人置かれることになっている。寺院の管理はこの住職と寺院の周辺住民からなる委員会によって行われる。住職がいなく僧が住んでいなく、管理が行われていない寺院は廃寺 (วัดร้าง) と呼ばれる。
近世以前、近代的学校教育が普及するまでは学校として機能し、また、現代では宗教行事のみならず、祭りが行われたり社交場としても機能している。

## 構造
通常以下のような施設を備えている。

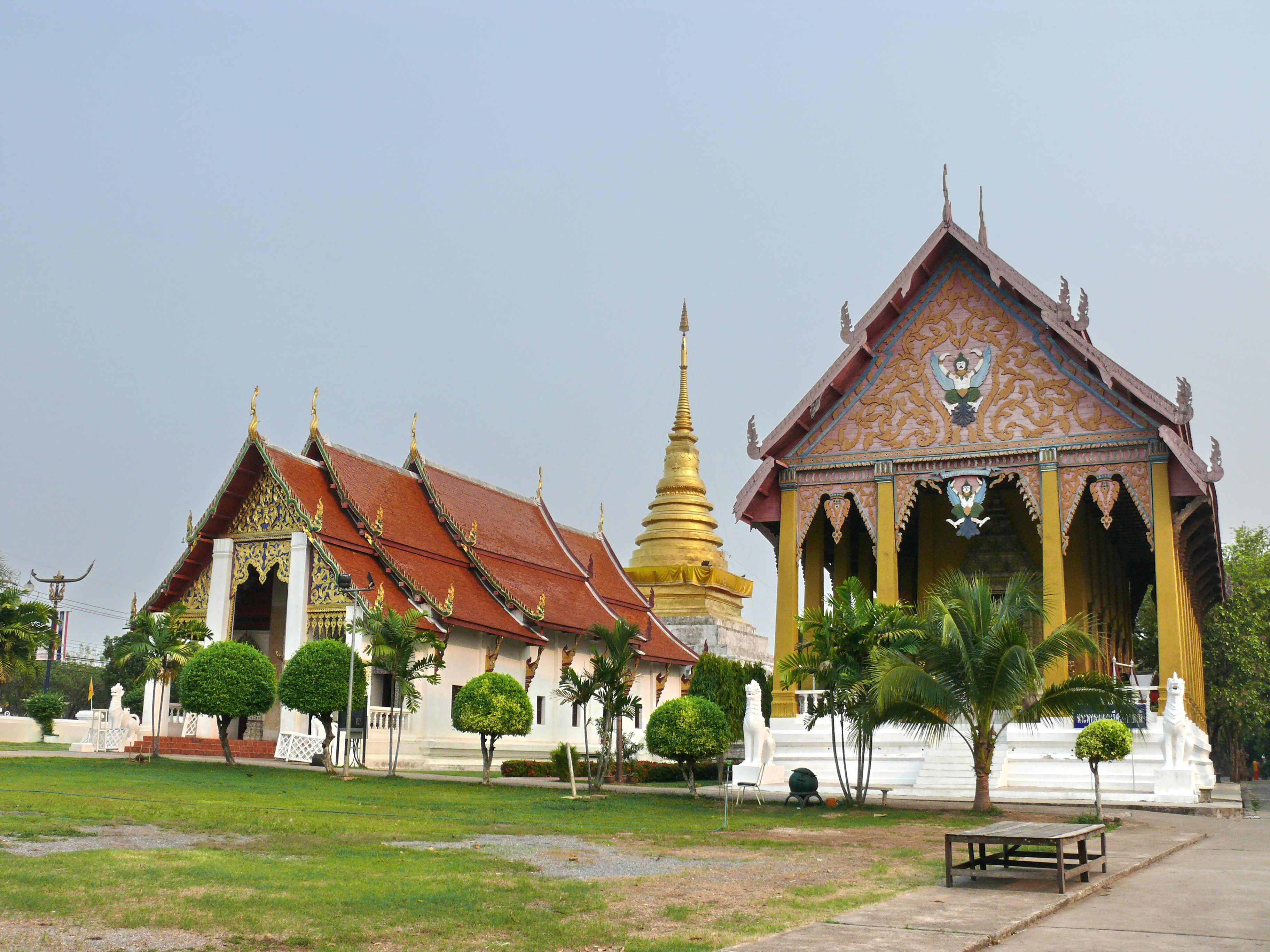
布薩堂、本堂、仏塔のある寺院（ナーン県のワット・プラタートチャーンカム）

布薩堂 (โบสถ์ หรือ อุโบสถ)
後述の「本堂」とよく似ているが、周辺に結界石 (เสมา) と呼ばれる石が置かれている。この布薩堂は主に出家の時に使われる。

本堂・仏堂 (วิหาร)
本尊が設置されている建物である。

仏塔 (เจดีย์ หรือ ปรางค์)
貴人の骨や仏舎利などが安置される仏塔である。

三蔵庫 (หอไตร)
三蔵経を保管する場所。

説法所 (การเปรียญ)
元々は僧の学習のためのスペースであったが、現在では説法などの際俗人にも開放されている。

モンドップ (มณฑป)
通常壁のない四角い建物で尖塔がある。経を唱える場所である。

太鼓台 (หอกลอง)
警報用の太鼓を設置するところ。

鐘台 (หอระฆัง)
警報用の鐘を設置するところ。

庫裏 (กุฏิ)
通常、上記の施設より隔離されたところに置かれる僧が一般生活を送る施設である。